# فرنسيسكو كزافييه ألفارادو
فرنسيسكو كزافييه ألفارادو هو سياسي مكسيكي، ولد في 23 سبتمبر 1978 في ولاية كامبيتشي في المكسيك. نشط حزبياً في Ecologist Green Party of Mexico ‏. وقد انتخب عضو مجلس النواب المكسيك ‏.